# Joachim Daniel Preisler
Joachim Daniel Preisler (16. november 1755 – 2. april 1809) var en dansk skuespiller.

## Uddannelse og debut
J.D. Preisler fødtes i København, hvor hans fader, Johan Martin Preisler, indtog en anset stilling som professor ved Kunstakademiet og i sit hjem, om vinteren i sin embedsbolig på Charlottenborg, om sommeren på sit landsted i Lyngby, samlede en kreds af tidens bedste hoveder, særlig indvandrede tyskere med selve Klopstock som førstemand.
Gæsternes artistiske tilbøjeligheder synes at have overvundet husherrens retsindige borgerlighed, i det mindste blev den lille Joachim Daniel et slags vidunderbarn inden for det Preislerske hus; ikke alene kunne han, 4 år gammel, tale fransk – tysk og dansk faldt ham, så at sige fra fødselen, lige mundret –, men han gav små bidrag til selskabets underholdning: snart reciterede han mindre digte, snart sang han hele koncertarier, snart tolkede han familiens lykønskninger på festdage, snart underholdt han gæsterne ved klaver- eller violinspil.
1772 blev Preisler student, og havde han i sin opvækst været livlig, blev han nu en vilter krabat, der gav borgerskabet med samt dets moral og vedtægter en god dag; han studerede teologi, ja forsøgte sig endog en gang som prædikant til dronningens fulde Bifald, men hans erotiske bedrifter nødte ham til at opgive teologien; han kom derpå en tid på sin svoger agent Zinns kontor, sprang så – for øvrigt i vrede – her fra op i det tyske Kancelli, hvor han vandt A.P. Bernstorffs yndest, opgav pludselig den sikre embedsvej og styrtede sig ud i skuespillernes sigøjnerliv for en kvindes Skyld.
Denne, jomfru Marie Cathrine Devegge, magttog ved sin unge skønhed ganske Preisler; trods dyre forsikringer om, at han aldrig ville "forvolde sine Forældre den Hjærtesorg at indlade sig i en Forbindelse med hende", var han snart efter forlovet netop med hende; 4. december 1778 stod deres bryllup, og måneden efter,
26. januar 1779, debuterede Preisler som Leander i Det unge Menneske paa Prøve.
Debuten var mere opsigtvækkende end vellykket – Peder Rosenstand-Goiske dømte endog, at Preisler ikke gav "noget Haab for Theatret" –, dog gjorde hans kønne ydre et behageligt indtryk på tilskuerne. Velsagtens har Preisler som så mange begyndere hverken kunnet gå eller stå, end mindre mestre sin stemme eller sit ansigt; han gav dog ikke tabt, og efter et par års ihærdige arbejde kunne han på scenen udfolde den belevne anstand og den smidige elskværdighed, der havde gjort ham så yndet i selskabslivet.

## Repertoire
Preislers figurer bar således alle en glat overflade til skue, men han vidste, takket være hans gode forstand og omfattende kundskaber, at variere så vel karaktertrækkene som selve karaktererne. Preisler var så køn og indtagende på scenen, at han kunne tillade sig at give sin elskværdighed et anstrøg af naragtighed ; netop i en sådan rolle, den vimse frisør Partout i De forliebte Haandværksfolk, tvang han første gang publikum til fuld anerkendelse, og han benyttede senere denne fintkomiske evne til at udlevere en række figurer til latteren og samtidig frelse dem fra karikaturen; således bevarede i Fændrikken den evindelige spørger kaptajn Alsing sin noble holdning, i Heckingborn frelste en let naivitet Daltons dominerende visdom, i Den værdige Fader kastede en elegant anstand næsten glans over baron Dromers tomme komplimenter.
Dog Preisler kunne også uden mindste barmhjertighed blotte sindets råhed bag den ydre politur, således i Den skinsyge Kone, hvor han som lord Trinket bag lapsens skrammererede ydre åbenbarede en brutal liderlighed, og i sin mesterlige fremstilling af de 2 militære lykkeriddere, lord Brazen i det af Preisler selv oversatte engelske lystspil Hververne og kaptajn v. Aberwitz i P.A. Heibergs De Vonner og Vanner, hvor han uden karikering afdækkede al deres uforskammede højtalenhed og opblæste uvidenhed. Mens Preislers glatte overflade her dækkede over dumhed og tomhed, omfattede hans repertoire andre figurer, hvor den skjulte forstand var parret med ondskab, som den falske spiller under venskabsmaske: Stukeley i Beverley, selve ndskabens personifikation: Loke i Johannes Ewalds Balders Død, og hykleren under andægtighedens maske: Moliéres Tartuffe.
Blandt hans karakterroller stod vistnok prins Gonzaga i Emilie Galotti højest; i dennes karakterløse vaklen mellem godt og ondt fandt han noget beslægtet med sig selv og gengav med mesterskab prinsens halvhed.

## Studierejser og omflakkende liv
Preisler roses af sine samtidige for sin kunstbegejstring og samvittighedsfuldhed; 2 gange, 1786 og 1787, foretog han for egen regning, sidste gang i selskab med sin hustru, studierejser til Friedrich Ludwig Schröders teater i Hamburg. Et bevis på hans anseelse er, ikke alene at han var en af de 3 skuespillere, teaterdirektionen 1788 sendte på studierejse til udlandet, men at det pålagdes ham "at holde en ordentlig Journal over den hele Rejse, oplyst med de Anmærkninger, som de gjøre over og ved hvert Theater". Denne udgav han året efter i 2 bind: Journal over en Rejse igjennem Frankrig og Tyskland; den skaffede ham megen ros af datidens anseteste kritikere og indeholder også ved siden af en del snakkesalighed fine og opmærksomme dramaturgiske iagttagelser, i hvilke han gang efter gang åbenbarer sit kunstideal: "Natur og sand Konversation".
Preislers ægteskab var alt andet end lykkeligt, og pludselig 16. april 1792, da han skulle spille om aftenen, havde han forladt København sammen med en smuk begynderinde, jomfru Fredelund, som han i en pjece kort i forvejen havde forsvaret mod Knud Lyne Rahbeks kritik; forholdet til hende opløstes hurtig: hun vendte tilbage til København, men han flakkede i flere år om i Tyskland, hvor han forsøgte sig som tysk skuespiller, bl.a. i Neu-Strelitz, og her fra gjorde han i april 1798 anstrengelser for atter at komme til Danmark som skuespiller.
Nogen tid efter må han være vendt tilbage til København med sin 2. hustru, Frederikke Wilhelmine Caroline født Reimann (død 30. oktober 1821 i København, 48 år gammel), ansattes 1801 som sufflør ved det Kongelige Teater, men måtte på grund af øjensvaghed opgive denne stilling allerede i maj 1802. Samme år udgav han et tysk skuespil: Die Invaliden oder der Triumph des 2. April, og snart efter 1. del af en selvbiografisk roman: Ferdinand Braun, der Gothe, hvis fortsættelse (3 bind) aldrig kom.
Preisler blev derefter engageret ved den teatergale baron Frederik Christian Wedel-Jarlsbergs "Provinsialtheater" og deltog i dets forestillinger i Odense 1804-5; da selskabet i 1807 optrådte i København, førte Preisler en yderst grov polemik til dets forsvar. 2. april 1809 døde Preisler "efter en langvarig Svaghed" i København.